# Helmut Huber (Journalist)

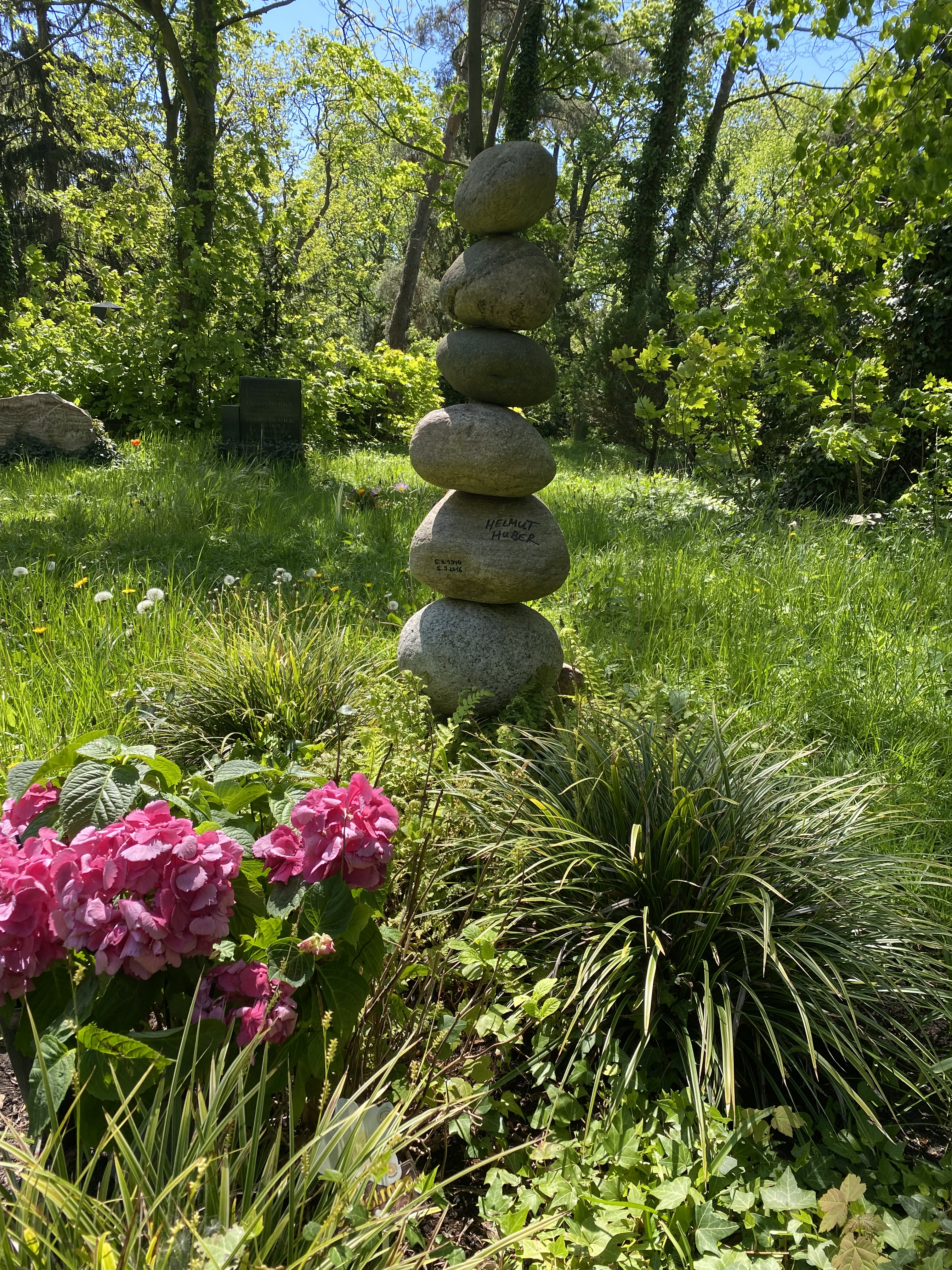
Grabstätte auf dem Luisenstädtischen Friedhof

Helmut Huber (* 5. März 1940 in Stuttgart; † 5. September 2016 in Berlin) war ein deutscher Journalist, der als freier Mitarbeiter für das Radio Reportagen und Features verfasste. Huber lebte in West-Berlin.
2010 erhielt er gemeinsam mit seiner Lebensgefährtin Inge Braun für das Radio-Feature „Werd ich mit Singen deutsch?“ den Civis-Preis für Integration und den deutschen Sozialpreis.

## Leben
Helmut Huber wuchs am Ammersee in behütetem Umfeld als eines von sieben Kindern auf. Er verweigerte den Wehrdienst, in der Nachkriegszeit ein seltener und nicht einfacher Schritt. Huber absolvierte eine Buchhändlerlehre und studierte Lehramt für Grundschule bis zum Referendariat. Aufgrund eines Beschwerdebriefs von ihm an das bayerische Kultusministerium über die vom Hausmeister eingeforderte „Zucht und Ordnung“ wurde er jedoch entlassen. Anschließend ging Huber nach Berlin, gab aber bald sein Studium als Lehrer auf. Danach studierte er Germanistik und Politikwissenschaft.
Huber verfasste zahlreiche sozialkritische Rundfunk-Features und Reportagen, die auf behutsame Weise abseits stehende Menschen den Hörern näherbrachten. Seine Features sind in gemeinsamer Arbeit mit seiner langjährigen Lebensgefährtin Inge Braun entstanden. Sie studierte Germanistik, Politikwissenschaft sowie Sozialpädagogik und ist ebenfalls eine freie Rundfunkjournalistin und Autorin.
Helmut Huber wurde auf dem Luisenstädtischen Friedhof beigesetzt.

## Auszeichnungen
- 2010: Civis-Preis für Integration.[5]
- 2010: Deutscher Sozialpreis.[6]

## Werke (Auswahl)
- 1999: Feature von Helmut Huber mit Inge Braun: Transit Tränenpalast oder: die Verwandlung eines Grenzübergangs. SFB, ORB, SWF, NDR.[7]
- 2000: Radio-Feature mit Inge Braun: Phantasien über Barbie – Karrieren einer Puppe. SFB-ORB / Deutschlandfunk, 54:30 Min.[8][9]
- 2006: Radio-Feature mit Inge Braun: Eine andere Welt ist möglich. Über das utopische Verlangen. rbb Kulturradio, 54:29 Min.[10]
- 2007: Radio-Feature mit Inge Braun: Verführung auf sieben Etagen – Das Kaufhaus des Westens und seine Geschichte. rbb, DLF, 45 Min.[11]
- 2009: Radio-Feature mit Inge Braun: „Werd ich mit Singen deutsch?“ Über den Weg zur Einbürgerung in Deutschland. Deutschlandfunk Kultur, NDR, rbb, 54:28 Min.[12]
- 2013: Rundfunk-Reportage von Inge Braun: Eine Niere für Massimo: Aus dem Leben eines Dialysekindes. DLF Kultur.[13]
- 2015: Feature von Inge Braun: Herr K. – Eine Affäre mit dem Sozialamt. rbb, NDR, 51:10 Min.[14]